# Sabe mais do que um Miúdo de 10 Anos?
Sabe mais do que um Miúdo de 10 Anos? é um concurso de televisão português de cultura geral no qual os concorrentes participam para ganhar prémios em dinheiro ao tentar responder a questões retiradas de livros escolares do ensino básico. Foi transmitido pela RTP, através da Produtora Fremantle, baseado no programa norte-americano Are You Smarter Than a 5th Grader?, transmitido pela FOX e criado por Mark Burnett.
Com apresentação de Jorge Gabriel, esta grande sala de aula tem o intuito de aproximar pais e filhos, avós e netos e fazer com que as famílias se reúnam em frente da televisão aprendendo em conjunto.

## Sinopse
A cada concorrente são apresentados dez temas diferentes, com perguntas do 1º ao 5º ano de escolaridade, duas perguntas por cada ano às quais pode responder pela ordem que desejar.
Por cada resposta correcta o concorrente avança na pirâmide de prémios. Caso consiga responder correctamente às 10 perguntas, é-lhe dada a oportunidade de responder a uma 11ª pergunta e jogar para um Grande Prémio.
Mas o concorrente não está sozinho nesta sala de aula! Com ele estão os seus colegas de turma! 5 crianças que já tenham completado o 5º ano de escolaridade serão as ajudas às quais os concorrentes podem recorrer!
Mas agora, na edição de 2008, houve uma pequena mudança. Agora há perguntas de 6º ano, mas o número de perguntas é o mesmo, pois o 1º e 2º anos juntaram-se num só, havendo 2 perguntas com 1º e 2º anos, e outras 8 do 3º ao 6º ano.
Na 1ª edição, o prémio máximo era de 50.000€, mas na 2ª edição (edição actual), o prémio máximo foi de 25.000€.
O escalão de perguntas da 1ª edição era:
- 100€
- 250€
- 500€
- 1.000€
- 1.500€
- 2.000€
- 2.500€
- 5.000€
- 7.500€
- 10.000€
- 50.000€

O patamar de segurança era de 1.500€, após acertar na 5ª pergunta.
Mas na 2ª edição, houve uma pequena mudança. Os valores foram reduzidos e passaram a ser:
- 100€
- 200€
- 300€
- 400€
- 500€
- 1.500€
- 3.000€
- 4.500€
- 6.000€
- 7.500€
- 25.000€

O patamar de segurança é o mesmo valor, mas agora é atingido após acertar na 6ª pergunta.

## Ajudas
Existem as ajudas espreitar, copiar e salvar. Cada uma delas só pode ser utilizada uma vez.
A ajuda espreitar serve para consultar a resposta do colega, mas o concorrente não é obrigado a aceitar a resposta.
A ajuda copiar faz com que a resposta do colega seja a do concorrente, por isso é obrigatória.
A ajuda salvar é utilizada caso o concorrente dê uma resposta errada. Só é salvo se o colega tiver a resposta certa, caso contrário, não é salvo e perde o jogo.

## Vencedores do prémio final
Houve duas pessoas que ganharam o prémio final na 1ª edição.
A primeira pessoa a proceder até à 11ª pergunta do programa foi uma mulher chamada Isabel Leandro que era ama e só tinha o 11ºano. Acompanhada pelo filho de 13 e pela filha de 9 anos, Isabel foi também a primeira a conseguir responder correctamente à 11ª pergunta ganhando assim 50 mil euros.
A segunda pessoa foi um homem chamado Pedro Henriques, que era explicador do 1º ao 9º ano, e tinha bacharelato em Engenharia de Ciências Agrárias.
Na 2ª edição ninguém ganhou o prémio final.

## Edições
- A 1ª edição estreou em 17 de Setembro de 2007
- A 2ª edição estreou em 30 de Junho de 2008.

## As Crianças

### 1ª edição
| Turma 1 - Bruno - João Nuno - Filipa - Carolina - Carol | Turma 2: - Daniel Cazeiro - João - João Dinis - Inês - Mariana |

### 2ª edição
| Turma 1 - Daniel Cazeiro - Zé Maria - João Nuno - Inês - Mariana | Turma 2 - Bruno - João Dinis - Filipa - Carolina - Carol |

## Audiência
Na primeira emissão, transmitida a 17 de setembro de 2007, o concurso ocupou o segundo lugar do top do dia da RTP1, obtendo 10,5% de audiência média e 25,2% de share, o que representou 9% da audiência que a RTP1 conseguiu nesse dia.